# Ацикяк
Ацикя́к — деревня в Качугском районе Иркутской области России. Входит в состав Бутаковского муниципального образования. 

## География
Деревня находится на правом берегу реки Малая Анга, на расстоянии 55 км к северо-востоку от рабочего посёлка Качуг, административного центра района.

## Население
| 2002 | 2010 | 2011 | 2012 |
| ---- | ---- | ---- | ---- |
| 99   | ↘95  | →95  | ↘91  |

### Половой состав
По данным Всероссийской переписи, в 2010 году в деревне проживало 95 человек (51 мужчина и 44 женщины).

## Улицы
В деревне имеется одна улица — Трактовая.